# Equação de Henderson-Hasselbalch
A Equação de Henderson-Hassdelbalch relaciona matematicamente o pH de uma solução tampão, o logaritmo negativo da constante de acidez — representado por pKa — e as concentrações da forma ácida e da sua base conjugada.
{\displaystyle pH=pK_{a}+\log \left({\frac {[A^{-}]}{[AH]}}\right)}para uma base:{\displaystyle pOH=pK_{b}+\log \left({\frac {[BH^{+}]}{[B]}}\right)}

## Derivação
A equação é deduzida considerando a atividade das espécies químicas como iguais à concentração, desconsiderando os coeficientes de atividade, o que pode ser feito quando a força iônica é baixa.  Supondo uma dissociação de parcial de um ácido, o equilíbrio é:
{\displaystyle AH+H_{2}O\leftrightharpoons A^{-}+H_{3}O^{+}}
e constante de dissociação associada será:
{\displaystyle K_{a}={\frac {[A^{-}][H_{3}O^{+}]}{[AH]}}}
Isolando o termo {\displaystyle [H_{3}O^{+}]}:
{\displaystyle [H_{3}O^{+}]={\frac {K_{a}[AH]}{[A^{-}]}}}
Tomando logaritmos negativos (ou cologaritmo) em ambos os lados e aplicando a propriedade dos logaritmos para um produto podemos reescrever:
{\displaystyle -\log _{10}\left([H_{3}O^{+}]\right)=-\log _{10}\left(K_{a}\right)-\log _{10}\left({\frac {[AH]}{[A^{-}]}}\right)}
Definindo pH = -log [H3O+] e pKa = -log Ka e invertendo os quocientes, chegamos à forma usual da equação de Henderson-Hasselbach:
{\displaystyle pH=pK_{a}+\log _{10}\left({\frac {[A^{-}]}{[AH]}}\right)}
Observações: A equação de Henderson-Hasselbalch é sempre válida, no entanto as concentrações de equilíbrio do ácido e da base conjugada nem sempre se igualam às concentrações analíticas (Ca e Cb, respectivamente) dos mesmos. Consideremos o tampão obtido ao adicionarmos um ácido fraco HA e um sal de sua base conjugada MA. Temos as seguintes reações:
{\displaystyle HA+H_{2}O\leftrightharpoons A^{-}+H_{3}O^{+}}{\displaystyle A^{-}+H_{2}O\leftrightharpoons HA+OH^{-}}{\displaystyle MA\leftrightharpoons A^{-}+M^{+}}{\displaystyle 2H_{2}O\leftrightharpoons H_{3}O^{+}+OH^{-}}
Que nos fornecem as seguintes equações :
- I) {\displaystyle K_{a}*[HA]=[A^{-}]*[H_{3}O^{+}]}
- II){\displaystyle K_{b}*[A-]=[HA]*[OH^{-}]}
- III){\displaystyle K_{w}=[H_{3}O^{+}]*[OH^{-}]}
- IV) (Balanço de Massa para o ácido e a base) {\displaystyle (C_{a}+C_{b})=[HA]+[A^{-}]}
- V) (Balanço de Massa para o cátion metálico)  {\displaystyle C_{b}=[M^{+}]}
- VI) (Balanço de Carga) {\displaystyle [H_{3}O^{+}]+[M^{+}]=[OH^{-}]+[A^{-}]}

Combinando as equações IV , V e VI , obtemos que: {\displaystyle [HA]=C_{a}+([OH^{-}]-[H_{3}O^{+}])}
Rearranjando a equação VI e combinando-a com a equação V, obtemos: {\displaystyle [A^{-}]=C_{B}+([H_{3}O^{+}]-[OH^{-}])}
Das considerações acima, podemos destacar as seguintes conclusões:
1. Se {\displaystyle [OH^{-}]\approx [H_{3}O^{+}],} então {\displaystyle [HA]=C_{a}} e {\displaystyle [A^{-}]=C_{b}}  (Tampão com pH próximo a 7).
2. Se {\displaystyle [H_{3}O^{+}]>>[OH^{-}],} então a concentração de hidróxido torna-se desprezível em relação à de hidrônio, de onde concluímos que: {\displaystyle [HA]=C_{a}-[H_{3}O^{+}]} e {\displaystyle [A^{-}]=C_{b}+[H_{3}O^{+}].} Para encontrarmos o real valor de pH do tampão, é mais adequado substituir as relações encontradas na equação I, de onde ( desprezando a raiz negativa): {\displaystyle [H_{3}O^{+}]=(-(C_{a}+K_{a})+((C_{b}+K_{a})^{2}+4*K_{a}*C_{a})^{1/2})/2}(Tampão ácido)
3. Se {\displaystyle [OH^{-}]>>[H_{3}O^{+}],} então {\displaystyle [HA]=C_{a}+[OH^{-}]} e {\displaystyle [A^{-}]=C_{b}-[OH^{-}].} Para encontrarmos o real valor de pH do tampão, pode-se substituir as equações encontradas na equação II. (Tampão Básico)

As considerações 2 e 3 são importantes quando se trata de ácidos ou bases de força moderada; Também nota-se que se {\displaystyle C_{a}} ou {\displaystyle C_{b}} forem relativamente altos, então pode-se utilizar as concentrações analíticas como as concentrações de equilíbrio.

## Definição de pKa
A análise da equação mostra quando a [HA] = [A-], a razão entre eles é 1 e log 1 = 0, e pH = pKa, o que permite definir pKa como o pH em que as concentrações de ácido e sua base conjugada são iguais.
- Se o valor de pH é maior do que o pKa, predomina a forma básica, a base conjugada.
- Se o valor de pH é menor do que o pKa, predomina a forma ácida, o ácido conjugado.

Estas considerações são importantes para reações químicas em que a espécie que reage é o ácido ou a base.
Se a espécie for a base, é necessário aumentar o pH para formar esta espécie, e se a espécie reativa for o ácido, é necessário diminuir o pH.

## Uso na farmacologia
Na farmacologia, pode ser usada para melhorar o coeficiente de participação óleo/água de fármacos. Com ela, é possível verificar o grau de ionização da substância e determinar seu movimento entre as membranas celulares. Os principais compartimentos biológicos tem pH definidos, tais como a mucosa intestinal (pH~5), o plasma (pH~7,4) e a mucosa gástrica (pH~1). Assim sendo, é possível obter fármacos de comportamento farmacocinético (absorção, distribuição e excreção), com propriedades melhoradas.
Um fármaco ácido, como é o caso do piroxicam, tem sua absorção no trato gastrointestinal sob forma não-ionizada (HA). Já no sangue (pH~7,4) é fortemente ionizado, sendo que nos locais de inflamação (pH~5) encontra-se na forma não-ionizada.